# Chrzest Pański
Chrzest Pański, Chrzest Jezusa Chrystusa – w chrześcijaństwie święto zamykające okres świętowania Bożego Narodzenia. W Kościele rzymskokatolickim, jak i Kościołach greckokatolickich, przypada w najbliższą niedzielę po uroczystości Objawienia Pańskiego (Trzech Króli).

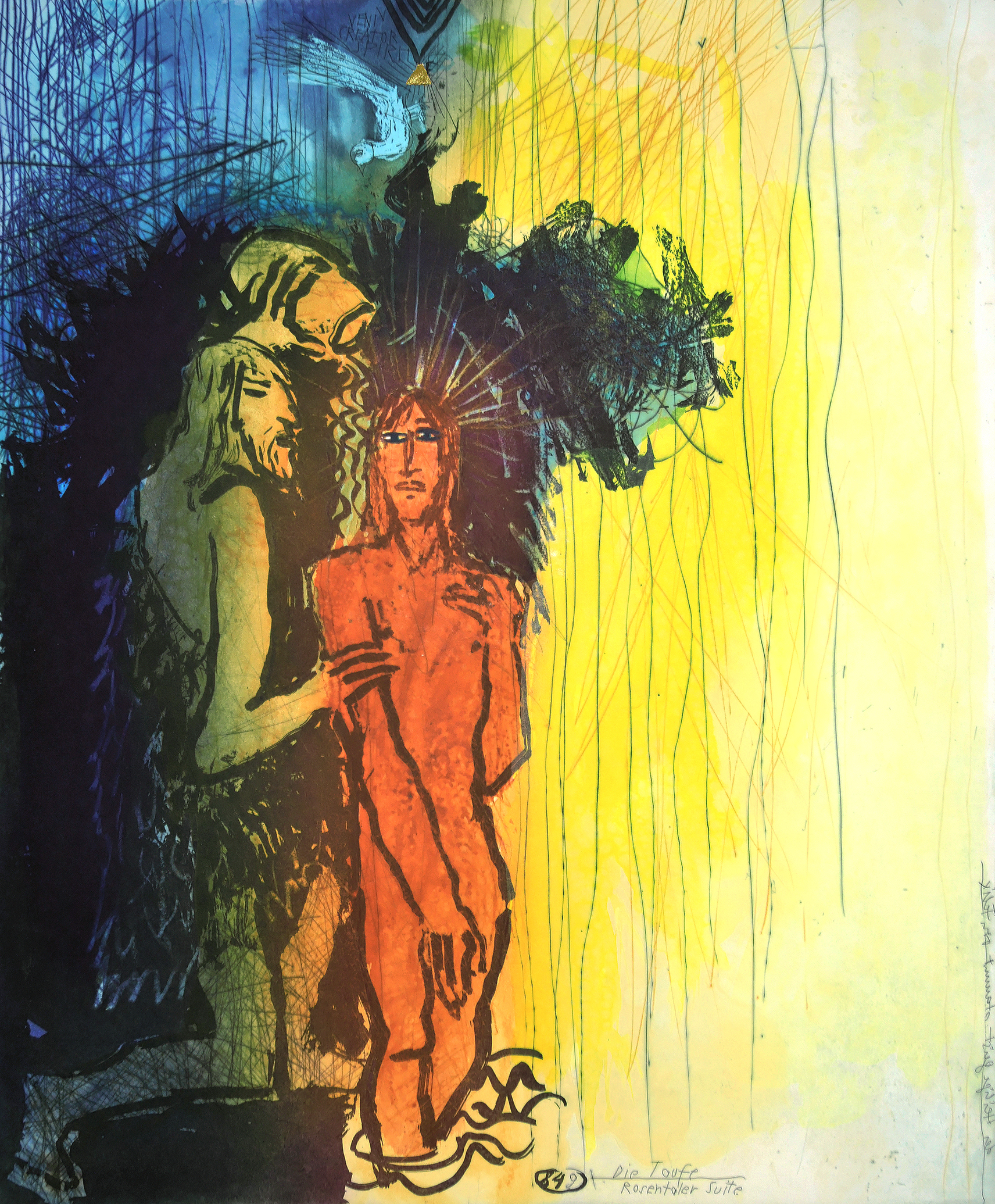
Chrzest Pański – współczesna akwaforta autorstwa Adi Holzera

## Święto Chrztu Pańskiego w Kościele katolickim
Najstarszej tradycji tego święta należy szukać w liturgii Kościoła wschodniego, ponieważ (pomimo wyraźnego udokumentowania w Ewangeliach) chrzest Jezusa nie miał w liturgii rzymskiej oddzielnego święta. Dekretem Świętej Kongregacji Obrzędów z 23 marca 1955 ustanowiono na dzień 13 stycznia, w miejsce dawnej oktawy Epifanii, wspomnienie chrztu Jezusa. Posoborowa reforma kalendarza liturgicznego w 1969 określiła ten dzień jako święto Chrztu Pańskiego. Pominięto wyrażenie „wspomnienie” i przesunięto jego termin na niedzielę po 6 stycznia.
W rycie rzymskim klasycznym wspomnienie chrztu Jezusa jest obchodzone 13 stycznia.
Teksty modlitw, jakie są związane ze świętem Chrztu Pańskiego są bardzo dokładnie przekazane w Biblii. Podkreślają tego święta z uroczystością Epifanii, czyli Objawienia Pańskiego. W tym wydarzeniu katolicy widzą pierwsze w historii świata pojawienie się w postaci widzialnej całej Trójcy Świętej: Bóg Ojciec przemawia, Syn Boży jest w postaci ludzkiej, a Duch Święty pojawia się nad nim w postaci gołębicy (epifania trynitarna).
Święto Chrztu Pańskiego z jednej strony objawia wierzącym Jezusa jako umiłowanego Syna Bożego, posłanego przez Ojca w mocy Ducha Świętego dla zbawienia człowieka, z drugiej zaś strony kieruje uwagę na rzeczywistość chrztu.
Kościół katolicki obchodzi święto przyjęcia do wspólnoty wierzących dzięki wodzie w czasie chrztu. Istnieje nakaz liturgiczny, aby w Wielką Sobotę przystroić chrzcielnicę i pokazać ludowi jako kołyskę jego narodzin dla nieba. Z tej okazji kapłan dokonuje uroczystego poświęcenia na oczach wiernych wody chrzcielnej. Tego dnia powinno się udzielać chrztu wszystkim katechumenom, którzy w czasie wielkanocnym mają otrzymać chrzest święty. Wraz ze świętem chrztu Chrystusa kończy się liturgicznie okres Bożego Narodzenia. W Polsce jednak jest dawny zwyczaj kończenia tego czasu świętem Ofiarowania Pańskiego (Matki Bożej Gromnicznej) 2 lutego. Dlatego do tego czasu można zachować szopkę w kościele i śpiewać kolędy.

## Miejsce chrztu Jezusa Chrystusa
Św. Jan Apostoł podaje miejsce, gdzie miał być ochrzczony Jezus: „Działo się to w Betanii po drugiej stronie Jordanu, gdzie Jan udzielał chrztu” (J 1, 28). Jako dawną Betanię Zajordańską (była bowiem także Betania Przedjordańska ok. 3 km od Jerozolimy, gdzie mieszkał Łazarz z Marią i Martą) wskazuje się dzisiejsze Al-Maghtas, gdzie znajduje się potok, wpływający do Jordanu, mający wodę nawet w upalne lata. Po stronie izraelskiej jest to Kasr al-Jahud. Tu według biblistów miał się ukrywać kiedyś Eliasz. Tu osiemset lat po nim miał wystąpić Jan Chrzciciel. W pobliżu Jordan jest bardzo płytki, dlatego tędy właśnie prowadził szlak ze wschodu na zachód. Wykorzystał tę dogodną sytuację brodu Jan Chrzciciel, aby zwiastować Mesjasza i przygotować ludzi na jego przyjście.

## Święto Chrztu Pańskiego w Kościołach obrządków wschodnich

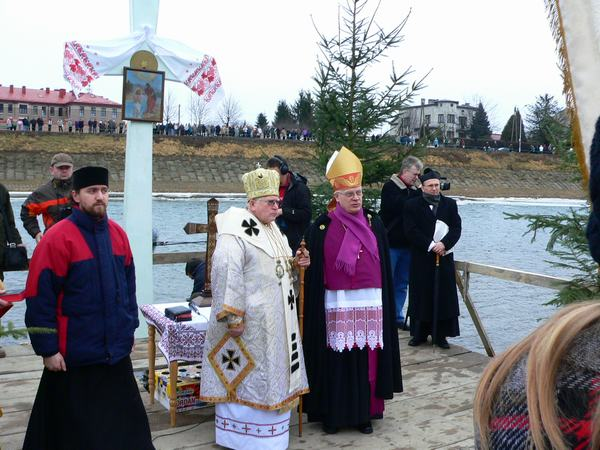
Święto Jordan w Przemyślu (2008)

Kościoły obrządków wschodnich posługują się głównie kalendarzem juliańskim, dlatego też większość świąt przypada 13 dni później niż w Kościele rzymskokatolickim.

### Niektóre Kościoły greckokatolickie
W Kościołach unickich (m.in. Kościół katolicki obrządku bizantyjsko-białoruskiego, Kościół katolicki obrządku bizantyjsko-ukraińskiego, Kościół katolicki obrządku bizantyjsko-rusińskiego) święto chrztu Pańskiego jest nazywane Jordan i obchodzone 6 stycznia, tj. 19 stycznia (według kalendarza gregoriańskiego). W tym też dniu tradycyjnie święci się wodę.

### Kościoły prawosławne
W Kościołach prawosławnych Chrzest Pański jest połączony razem ze świętem Epifanii i nazywany także Jordan i obchodzony 6 stycznia, tj. 19 stycznia (według kalendarza gregoriańskiego). W tym też dniu tradycyjnie święci się wodę.

## Święto Chrztu Pańskiego w Kościołach protestanckich

### Kościoły luterańskie
W Kościołach luterańskich święto Chrztu Pańskiego jest obchodzone tak jak w Kościele rzymskokatolickim w pierwszą niedzielę po 6 stycznia (po święcie Epifanii).

### Kościoły kalwińskie
Kościoły prezbiteriańskie, ewangelicko-reformowane i kongregacjonalne obchodzą święto Chrztu Pańskiego tak jak pozostali protestanci w pierwszą niedzielę po 6 stycznia.

### Kościół anglikański
W Kościele anglikańskim święto Chrztu Pańskiego jest połączone z Epifanią i obchodzone 6 stycznia.